# Diaphone elegans
Diaphone elegans là một loài bướm đêm trong họ Noctuidae.